# No Guru, No Method, No Teacher
No Guru, No Method, No Teacher es el decimosexto álbum de estudio del músico norirlandés Van Morrison, publicado por la compañía discográfica Mercury Records en julio de 1986. 
El biógrafo Clinton Heylin definió el álbum como «su disco más consumado desde Wavelength y el más intrigante desde Astral Weeks, una explosión al punto de saturación, Morrison en su momento más místico y mágico». Tras su lanzamiento, el álbum alcanzó el puesto veintisiese en la lista británica UK Albums Chart y el setenta en la estadounidense Billboard 200.

## Grabación
El álbum fue grabado en los Studio D y los Record Plant Studios de Sausalito (California) en 1985 con Jim Stern como ingeniero de sonido. Las pistas básicas fueron grabadas en el estudio D con Chris Michie, Jef Labes, Baba Trunde y David Hayes, mientras que las sobregrabaciones, los solos de guitarra, la orquestación y los coros fueron añadidos en Record Plant. Otras sobregrabaciones de Ritchie Buckley en el saxofón, de Martin Drover en la trompeta y de Kate St. John en el oboe fueron realizadas en un estudio de Londres.

## Canciones
La canción «In the Garden» se convirtió en uno de los temas favoritos de sus seguidores. En palabras del propio Morrison: «Te llevo a través de un proceso definitivo de meditación que forma parte de la meditación trascendental. Tienes que tener un grado determinado de tranquilidad cuando llegas al final. Solo te lleva diez minutos hacer este proceso». El tema presenta nuevas referencias a Astral Weeks con jardines humedecidos por la lluvia y una visión infantil. Las palabras mantienen un contenido poético en líneas como «you are a creature all in rapture, ou had the key to your soul» -en español: «Eres una criatura en todos los arrebatos, / tienes la llave de tu alma».
«Got to Go Back» incluye el oboe de Kate St. John y recuerda los días de escuela del músico en Belfast. «Oh, The Warm Feeling» también hace referencia a la seguridad de la familia y el amor maternal durante la infancia. «Here Comes the Knight» hace un juego de palabras con la canción de Them «Here Comes the Night» y cita el epitafio del poeta favorito del músico, W. B. Yeats. Los herederos de Yeats habían denegado a Morrison el permiso de transformar uno de sus poemas en música, pero el epitafio fue considerado propiedad pública, por lo que pudo usarlo en la canción. «Ivory Tower», por su parte, vuelve a hacerse eco de las palabras de Yeats.

## Recepción
No Guru, No Method, No Teacher fue aclamado como el regreso formal de Morrison a la música y otorgó al músico sus mejores reseñas en la década de 1980. John Wilde, en Sounds, escribió: "Los crescendos aquí nunca están humedecidos por la naturaleza sutil y nunca están por debajo de la ceguera. El álbum entero es un flujo de dolor». La reseña publicada en NME fue menos entusiasta y comentaba: «Van ya no nos dejará sin aliento, y como músico ha sabido contener la edad con dignidad». En la revista Rolling Stone, David Fricke describió el álbum como «frágil, esquemático, inquietantemente sobreexpuesto, con melodías circulares retocadas con guitarras acústicas, ya menudo interrupciones abruptas por el idiosincrático fraseo vocal de Morrison».

## Lista de canciones
Todas las canciones escritas y compuestas por Van Morrison. 
| Cara A |                          |          |  |
| N.º    | Título                   | Duración |  |
| 1.     | «Got to Go Back»         | 5:00     |  |
| 2.     | «Oh the Warm Feeling»    | 3:16     |  |
| 3.     | «Foreign Window»         | 5:20     |  |
| 4.     | «A Town Called Paradise» | 6:13     |  |
| 5.     | «In the Garden»          | 5:46     |  |

| Cara B |                              |          |  |
| N.º    | Título                       | Duración |  |
| 1.     | «Tir Na Nog»                 | 7:14     |  |
| 2.     | «Here Comes the Knight»      | 3:41     |  |
| 3.     | «Thanks for the Information» | 7:16     |  |
| 4.     | «One Irish Rover»            | 3:30     |  |
| 5.     | «Ivory Tower»                | 3:34     |  |

| Temas extra (reedición de 2008) |                                          |          |  |
| N.º                             | Título                                   | Duración |  |
| 11.                             | «Oh the Warm Feeling» (Toma alternativa) |          |  |
| 12.                             | «Lonely at the Top» (Canción inédita)    |          |  |

## Personal
Músicos
- Van Morrison: guitarra y voz.
- Theresa Adams: chelo y arreglos de cuerdas en «Tir Na Nog».
- June Boyce: coros
- Richie Buckley: saxofón tenor y soprano.
- Nadine Cox: arpa en «Tir Na Nog».
- Martin Drover: trompeta
- Joseph Edelberg: violín
- David Hayes: bajo
- Rosie Hunter: coros
- Jeff Labes: piano, sintetizador y orquestación en «Tir Na Nog».
- Chris Michie: guitarra
- John Platania: guitarra
- Rebecca Sebring: viola
- Kate St. John: corno inglés y oboe.
- John Tenny: violín
- Bianca Thornton: coros
- Jeanie Tracy: coros
- Baba Trunde: batería

Equipo técnico
- Van Morrison: productor musical
- Mick Glossop: ingeniero de sonido
- Jim Stern: ingeniero

## Posición en listas
| País           | Lista                    | Posición |
| -------------- | ------------------------ | -------- |
| Estados Unidos | Billboard 200            | 70       |
| Nueva Zelanda  | New Zealand Music Charts | 20       |
| Países Bajos   | Mega Albums Top 100      | 30       |
| Reino Unido    | UK Albums Chart          | 27       |
| Suecia         | Swedish Albums Chart     | 9        |

| Sencillo      | País           | Lista                  | Posición |
| ------------- | -------------- | ---------------------- | -------- |
| «Ivory Tower» | Estados Unidos | Mainstream Rock Tracks | 21       |